# Техническое регулирование
Техническое регулирование — правовое регулирование отношений в отдельных областях технической нормы:Ст. 2:
- в области установления, применения и исполнения обязательных требований к продукции или к продукции и связанным с требованиями к продукции процессам проектирования (включая изыскания), производства, строительства, монтажа, наладки, эксплуатации, хранения, перевозки, реализации и утилизации;
- в области применения на добровольной основе требований к продукции, процессам проектирования (включая изыскания), производства, строительства, монтажа, наладки, эксплуатации, хранения, перевозки, реализации и утилизации, выполнению работ или оказанию услуг (в рамках Евразийского экономического союза эта область отсутствует[3]);
- в области оценки соответствия.

Обязательные требования устанавливаются техническими регламентами.:Ст. 2

## Основные принципы
- Единство правил установления требований к объектам технического регулирования.
- Соответствие уровню развития экономики, материально-технической базы, научно-технического развития.
- Независимость органов по аккредитации, органов по сертификации от изготовителей, продавцов, исполнителей и приобретателей.
- Единство системы и правил аккредитации.
- Единство правил и методов исследований и измерений при проведении процедур обязательной оценки соответствия.
- Единство применения требований технических регламентов независимо от видов или особенностей сделок.
- Недопустимость ограничения конкуренции при осуществлении аккредитации и сертификации.
- Недопустимость совмещения одним органом полномочий на аккредитацию и сертификацию.
- Недопустимость внебюджетного финансирования государственного контроля (надзора) за соблюдением требований технических регламентов.